# Vela nos Jogos Pan-Americanos de 2011 - J24
A competição da classe J24 foi um dos eventos da vela nos Jogos Pan-Americanos de 2011, em Guadalajara. Foi disputada no Vallarta Yacht Club, em Puerto Vallarta, entre os dias no dia 17 e 23 de outubro.

## Calendário
Horário local (UTC-6).
| Data          | Horário | Fase              |
| ------------- | ------- | ----------------- |
| 17 de outubro | 13:07   | Regata 1          |
| 17 de outubro | 14:34   | Regata 2          |
| 18 de outubro | 13:24   | Regata 3          |
| 18 de outubro | 16:21   | Regata 4          |
| 19 de outubro | 14:04   | Regata 5          |
| 19 de outubro | 15:39   | Regata 6          |
| 21 de outubro | 14:27   | Regata 7          |
| 21 de outubro | 16:07   | Regata 8          |
| 22 de outubro | 14:16   | Regata 9          |
| 22 de outubro | 15:49   | Regata 10         |
| 23 de outubro | 14:02   | Regata da medalha |

## Medalhistas
|  | BRA Brasil                                                               |  | USA Estados Unidos                                              |  | CHI Chile                                       |
|  | Maurício Oliveira Alexandre Saldanha Guilherme Hamelmann Daniel Santiago |  | John Mollicone George Abdullah III Geoffrey Becker Daniel Rabin |  | Matías Seguel Cristóbal Grez Marc Jux Juan Lira |

## Resultados
Na regata da medalha (M), somente os cinco melhores colocados até a 10ª regata participam. Nessa regata, a pontuação perdida é multiplicada por 2. O vencedor é aquele que obtiver um menor número de pontos perdidos. A pior pontuação é desconsiderada na classificação final.
| Pos.              | Velejadores                                                                         | Regata | Regata | Regata | Regata  | Regata | Regata | Regata  | Regata | Regata | Regata | Regata | Total de pontos | Pontuação final |
| Pos.              | Velejadores                                                                         | 1      | 2      | 3      | 4       | 5      | 6      | 7       | 8      | 9      | 10     | M      | Total de pontos | Pontuação final |
| ----------------- | ----------------------------------------------------------------------------------- | ------ | ------ | ------ | ------- | ------ | ------ | ------- | ------ | ------ | ------ | ------ | --------------- | --------------- |
| Medalha de ouro   | BRA Brasil Maurício Oliveira Alexandre Saldanha Guilherme Hamelmann Daniel Santiago | 2      | 3      | 1      | 1       | 2      | (6)    | 1       | 6      | 1      | 3      | 6      | 32              | 26              |
| Medalha de prata  | USA Estados Unidos John Mollicone George Abdullah III Geoffrey Becker Daniel Rabin  | 1      | 1      | 2      | 3       | 1      | 3      | 2       | (5)    | 2      | 2      | 10     | 32              | 27              |
| Medalha de bronze | CHI Chile Matías Seguel Cristóbal Grez Marc Jux Juan Lira                           | 6      | 2      | 5      | (8) DSQ | 5      | 1      | 8 OCS   | 2      | 4      | 1      | 2      | 44              | 36              |
| 4                 | PER Peru Luis Olcese Ignacio Arrospide Joel Raffo Christian Sas                     | 3      | 4      | 3      | 5       | (6)    | 4      | 4       | 1      | 5      | 5      | 4      | 44              | 38              |
| 5                 | ARG Argentina Francisco van Avermaete Rafael de Martis Juan Galván Carlos Lacchini  | 4      | (6)    | 4      | 2       | 3      | 2      | 3       | 4      | 6      | 6      | 8      | 48              | 42              |
| 6                 | MEX México Jorge Murrieta Julián Fernández Bernard Minkow Alejandro Murrieta        | 5      | 5      | 6      | 4       | 4      | 5      | (8) DSQ | 3      | 3      | 4      | –      | 47              | 39              |
| 7                 | CAN Canadá Roger Burns Andrew Burns Graeme Clendenan Gary Harmer                    | (7)    | 7      | 7      | 6       | 7      | 7      | 5       | 7      | 7      | 7      | –      | 67              | 60              |

### Vela
| M   | Regata da Medalha da qual só participam os dez primeiros colocados das regatas anteriores  |  |  | CAN | Regata cancelada |
| BFD | Desclassificado por bandeira preta (Black Flag Disqualified)                               |  |  |     |                  |
| UFD | Desclassificado por bandeira "U" (U Flag Disqualified)                                     |  |  |     |                  |
| OCS | Largada queimada (On the Course Side of the starting line)                                 |  |  |     |                  |
| DNE | Desclassificação sem eliminação (infração a um item do regulamento da prova – Did Not End) |  |  |     |                  |